# Gara Bartolomeu
Gara Bartolomeu din Brașov, o stație mai mică decât Gara Centrală Brașov, și-a luat numele după  cartierul în care este situată, care la rândul său a fost numit astfel după biserica Sf. Bartolomeu, cea mai veche biserică din Brașov, aflată în imediata apropiere.

## Istoric
Gara Bartolomeu a fost construită la sfârșitul secolului al XIX-lea pentru linia ferată spre Zărnești, unde exista o fabrică de hârtie întemeiată de George Barițiu și o fabrică de celuloză proaspăt construită.
Gara a fost inaugurată la 6 iunie 1891, iar primul tren a trecut prin ea la 13 iunie 1891. Intenția era de a se face legătura spre Câmpulung.

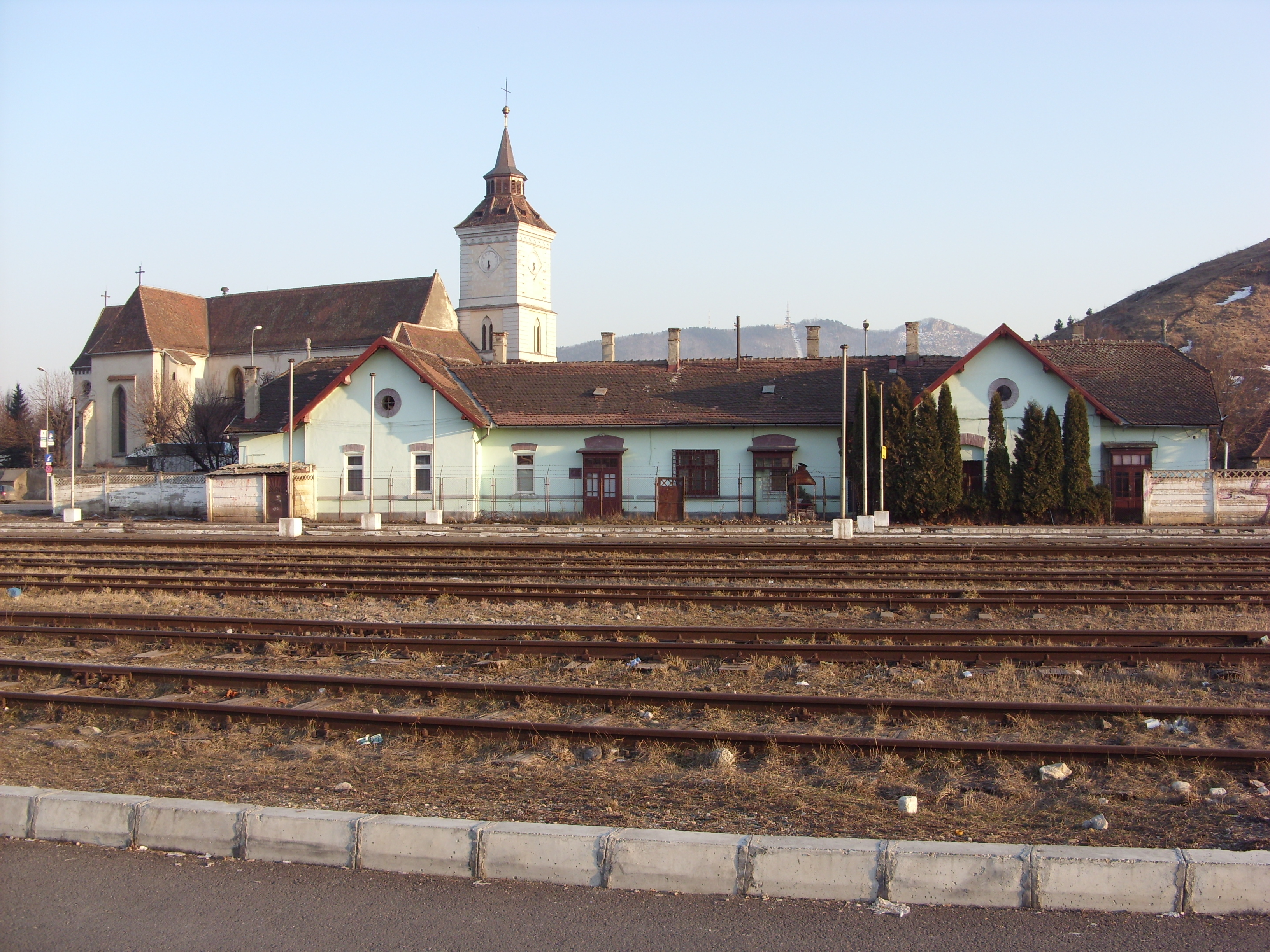
Gara veche Bartolomeu și biserica Bartolomeu

Începând din 7 martie 1892 Gara Bartolomeu a fost, de asemenea, stația terminus a tramvaiului cu abur care circula pe ruta: gara Bartolomeu - strada Lungă - Piața Sfatului din Cetate - Promenadă - Blumăna - Noua - Dârste - Baciu - Turcheș - Cernatu - Satulung (care acum face parte din Săcele) până în anul 1933 când linia tramvaiului a fost scurtată prin desființarea tronsonului dintre Gara Bartolomeu și Promenadă (Rudolfsring).
În data de 27 septembrie 1908 a fost inaugurată și linia ferată spre Făgăraș, care apoi a fost prelungită până la Sibiu.
La început, pe aceste linii secundare, trenurile circulau cu viteza de 25 km/oră, ceea ce era considerat un progres în perioada respectivă.
În primii ani stația avea doar trei-patru șine, un mic depozit cu platformă, un mic depou de locomotive cu alimentare cu apă și o placă turnantă. Clădirea principală avea un hol, o sală de așteptare pentru clasele I și II, un birou de vânzare a biletelor și două camere pentru biroul personalului. În anul 1908 a fost extinsă lateral pentru a include o sală de așteptare de clasa a treia și un apartament pentru șeful gării.

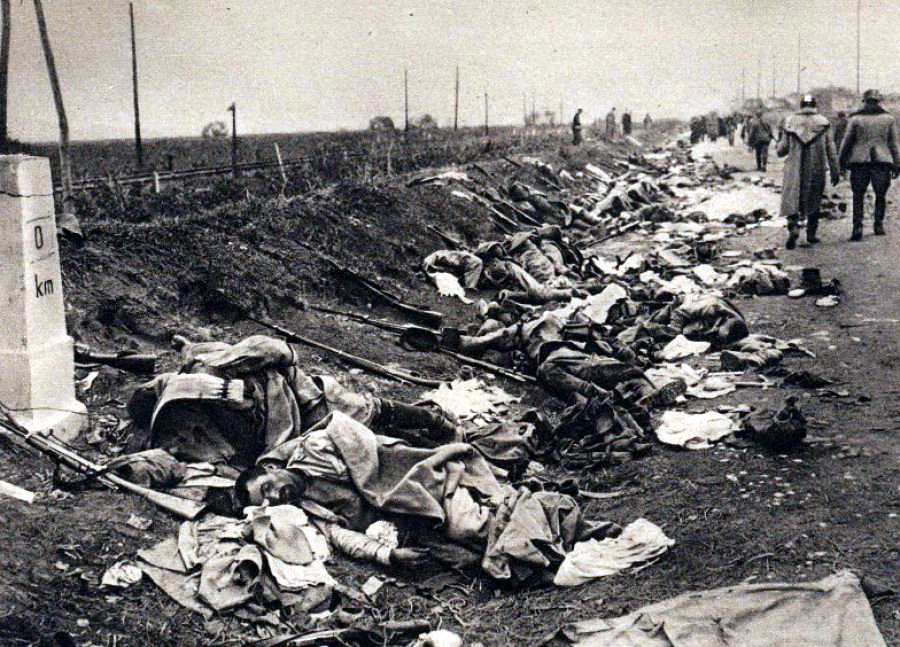
Soldați români morți în lupta de la Bartolomeu

În timpul primului război mondial, în toamna anului 1916, în zilele retragerii armatei române din fața unui inamic cu mult superior ca dotare, în bătălia pentru apărarea Brașovului, o companie de infanterie a primit ordinul să apere cu orice preț intrarea în Brașov dinspre Bartolomeu. După două zile de rezistență, cei 168 de soldați români au fost înconjurați și nimiciți.
Eroii din lupta de la Bartolomeu au fost înmormântați lângă calea ferată. Ulterior, pe acel loc, în dreapta gării, a fost amenajat un cimitir al eroilor cu o suprafață de 750 mp. Osemintele a 595 de eroi români din 10 regimente de infanterie, morți în luptele de la Bartolomeu și din jurul Brașovului, au fost adunate și îngropate în 13 morminte comune, marcate cu însemne din beton și cruci metalice.
În anul 1964 a fost introdus controlul centralizat al traficului, iar în 1967 s-a dat în exploatare o nouă clădire a gării, mai mare, la sud-vest de cea veche. De asemenea numărul liniilor a fost extins la 10 în 1972-1973.
Ca urmare a acestor lucrări de lărgire a căii ferate și a șoselei, cimitirul eroilor de la Bartolomeu a fost desființat. Osemintele eroilor au fost strămutate în cimitirul eroilor de la Șprenghi, și doar monumentul central, în forma unei urne funerare, având deasupra un vultur a rămas amplasat între șosea și calea ferată, dar într-o nouă locație.
Din anul 2005, compania feroviară privată Regio Călători a obținut exclusivitate pe calea ferată Brașov-Zărnești.